# 张丽堂
張麗堂（1935年12月20日—），字裕淳，台灣臺南市人，中華民國教師、律師、政治人物，佛教徒。曾任臺南市市長、臺灣省民政廳廳長、臺灣省政府物資局局長。

## 早年生平
張麗堂於昭和十年（1935年）出生於今臺南市。在日治時期進入鹽水小學校附設幼稚園就讀，小學時因家人搬至臺南市番薯崎（今忠義路），張麗堂進入明治公學校（今成功小學）就讀。在三年級時因適逢二戰期間美軍空襲，全家疏散到鹽水鄉下。戰後才搬回台南市，進入永福國小。:2-3
1948年，張麗堂進入臺南一中初中部，畢業後，張麗堂於1951年考入臺南師範學校。:141954年畢業，服預備士官役後，先於雲林縣飛沙國小、台南市永福國小擔任教師，後來因為理想，1958年考入省立法商學校（後來為國立中興大學法商學院、今國立臺北大學法律系）社會系，大二轉系至法律系。畢業後，於1962年考上律師，成立明正誠財經法律事務所擔任律師。
日後張麗堂投入與台南幫大老吳三連等數人共同創辦南台工專（今南台科技大學），出任南台工專副校長一職。張麗堂為原始創辦人代表人暨當然董事。後因為台灣退出聯合國而創辦 P2P台南市東區扶輪社社長、正一纸器工業公司董事長等職。

## 政途
1964年，張麗堂出任國民黨臺南市黨部委員。:631968年，張麗堂獲國民黨提名參選台灣省議員，成為國民黨提名的三名候選人之一。然而卻因黨外的蔡介雄投入選舉，最後張麗堂以第四名在應選三席的臺南市選區落選。

## 臺南市市長
1972年9月，張麗堂獲國民黨提名參選第七屆臺南市長選舉，以105,106票擊敗脫黨參選的市議員蘇南成75,124票當選市長。
張麗堂就任第七屆臺南市長後，推動「臺南觀光年」，大規模整修市內古蹟。完成開拓臺南車站後站、建設東門陸橋、並改善及重建道路等改善交通政績。以及爭取興建安平新港，取代淤塞的安平舊港，配合安平工業區的開發完成安平市區規劃。並且完成直達臺南縣的過境道路二等一路（今中華東路）的開闢。:83-84在文化上復刊了文獻期刊《臺南文化》，保留文獻。並興建中正圖書館及育樂文化中心、成立仁愛之家、國民住宅、創辦全台第一家啟智學校。
然而張麗堂在任內也發生在填平臺南運河事情上與市議會引起爭執， 而張麗堂又與議長王奕棋交惡，由於王奕棋議長議事主持受議員支持，使國民黨籍議員傾向支持王奕棋，對張麗堂成為掣肘。:61在黨政關係上，隨著前任國民黨市黨部主委洪吟希離職後，張麗堂對新任市黨部主委王述親尊重被視為不如前任，更將府會關係不佳遷怒於王述親上，最後使王述親離職，引起黨部雜音。:57-58
在市政方面，「臺南觀光年」遭議員蘇南成質疑淪為口號，任內工程弊案遭到揭發。此外二等一路的開闢也因位置臨近臺南紡織後甲總廠土地，使得與南紡財團關係密切的張麗堂遭到外界質疑圖利財團。
而1976年發生建設局長王欽誠涉入詐賭案，也使張麗堂聲望受到波及。王欽誠在林錫山時代即獲重用，擔任建設局長。張麗堂繼任後，王欽誠繼續擔任建設局長。然而王欽誠卻利用與工商界人物多有往來之便，組織詐賭集團，引誘公商界人士及婦女在其住宅或飯店賭博，並設局詐賭。1976年8月本案爆發，8月3日王欽誠遭檢方收押，並進行偵訊。隨後遭市府記兩大過免職，而詐賭金額經警方查出超過七千萬元。最後王欽誠於1976年9月被判刑五年。張麗堂為此一度遭到省府民政廳提案申誡。
1977年第八屆市長選舉中，張麗堂再獲國民黨提名競選連任。遇上與黨外勢力合作的蘇南成再度捲土重來。最後張麗堂以113,627票敗給蘇南成的131,504票，落選市長。

## 卸任後
1978年，張麗堂出任南台工專副校長。同年，受蔣經國院長徵召，擔任行政院研究發展考核委員會副主委。1981年8月出任国民党台南县党部主委，其后歷任国民党中央委员会社会工作会专任委员，台湾省政府委员、民政厅厅长等职。1992年当选第二届国大代表，翌年任台湾省选举委员会主委。1994年又任台湾省政府物资局局长。2001年7月，張麗堂一度因物資局任內發生代購礦砂弊案遭調查局台北市調查處約談。

## 家族
- 張麗堂父親張金來是名木匠，在鹽水與張麗堂母親張羅世結婚後至臺南市學習木匠，再回到鹽水開業。
- 張麗堂妻子林芙美為麻豆人，兩人是在張麗堂就讀省立法商學院時認識，婚後育有三個兒子。

## 相關傳記及研究書目
- 朱浤源編著，《公門好修行：張麗堂的腳步》，臺北：張麗堂基金會出版，1998年3月再版。

## 外部連結
- 國立臺北大學第5屆傑出校友張麗堂 （页面存档备份，存于），國立臺北大學網站。

| 中華民國政府職務 | 中華民國政府職務                               | 中華民國政府職務 |
| ---------------- | ---------------------------------------------- | ---------------- |
| 台南市政府       |                                                |                  |
| 前任： 林錫山    | 台南市市長 第七屆 1973年2月1日－1977年12月20日 | 繼任： 蘇南成    |